# Dialekt dorycki

Zasięg dialektów języka greckiego

Dialekt dorycki – jeden z głównych dialektów klasycznego języka greckiego, rozpadający się na kilka odmian, rozpowszechniony w okresie klasycznym na obszarze południowego i zachodniego Peloponezu (w Lakonii, Mesenii, Argolidzie i Koryncie), na wyspach Dodekanezu, niektórych wyspach południowych Cyklad (m.in. na Santorynie) i na Krecie, a także w części archipelagu Wysp Jońskich i Epiru. Dialekt dorycki blisko spokrewniony jest z dialektami północno-zachodnimi, używanymi w Achai i Elidzie oraz na północ od Zatoki Korynckiej – m.in. w Etolii, Akarnanii, Fokidzie i Lokrydzie. Wraz z nimi tworzy zespół zachodni dialektów klasycznej greki. Dialekty północno-zachodnie różnią się od odmian dialektu doryckiego dwoma cechami: końcówką celownika liczby mnogiej rzeczowników III deklinacji -οις (-ois) zamiast doryckiego -σι (-si) oraz użyciem zaimka ἐν (en) z biernikiem w znaczeniu „do”, zamiast doryckiego εἰς (eis). Część specjalistów uważa dialekty północno-zachodnie za odmianę dialektów doryckich.
W klasycznej literaturze greckiej dialekt dorycki stosowany był często jako wyróżnik formalny gatunku literackiego przez autorów liryki chóralnej i bukoliki, w dialekcie doryckim wypowiadali się więc m.in. Pindar i Teokryt.
Bezpośrednim kontynuatorem dialektu doryckiego z Lakonii jest współczesny język cakoński. Za kontynuatora dialektu doryckiego uważa się również język griko (pozostałość po koloniach greckich na Półwyspie Apenińskim).

## Cechy charakterystyczne
Do cech charakterystycznych dialektu doryckiego, odróżniających go od dialektu attyckiego zaliczają się:
- Zachowanie pierwotnego długiego α, a więc np. μάτηρ (mátēr) w miejsce attyckiego μήτηρ (mētēr) – „matka”
- Kontrakcja ae > η (ē) w miejsce attyckiego ᾱ (ā).
- Pierwotne eo, ea > ιο, ια (io, ia) w niektórych dialektach doryckich
- W niektórych dialektach doryckich występuje η, ω (ē, ō) w miejsce attyckich dyftongów ει, ου (ei, ou) (m.in. ē, ō na skutek kontrakcji lub wydłużenia kompensującego). Przykładowo dopełniacz liczby pojedynczej rzeczowników i przymiotników rodzaju męskiego i nijakiego zakończony jest na -ω (-ō) w miejsce attyckiego -ου (-u), biernik liczby mnogiej rzeczowników i przymiotników rodzaju męskiego zakończony na -ως (-ōs) w miejsce attyckiego -ους (-ous), a bezokolicznik kończy się na -ην (-ēn) w miejsce attyckiego -ειν (-ein).
- Krótkie α (a) w miejsce attyckiego ε (e) w niektórych wyrazach: dor. ἱαρός (hiarós) w miejsce att. ἱερός (hierós) – „święty”; dor. Ἄρταμις (Ártamis), att. Ἄρτεμις (Ártemis) – „Artemida”; dor. γά (gá), att. γέ (ge) – „właśnie”, „przynajmniej”
- Zachowanie pierwotnego -τι (-ti), w dialekcie attyckim zmienionego w -σι (-si). Przykłady: trzecia osoba liczby pojedynczej czasu teraźniejszego trybu oznajmującego czasowników II koniugacji kończy się na -τί (-ti) zamiast attyckiego σί(ν) /-si(n)/: dor. φατί (fatí), φησί(ν) /fēsí(n)/ – „mówi”, „przemawia”; trzecia osoba liczby mnogiej czasu teraźniejszego trybu oznajmującego zakończona na -ντι (-nti), zamiast attyckiego -ουσι(ν) /-usi(n)/: dor. λέγoντι (légonti), att. λέγουσι(ν) /légousi(n)/ – „mówią”, „powiadają”; dor. Ϝίκατι (wíkati), att. εἴκοσι(ν) /eíkosi(n)/ – „dwadzieścia”; setki zakończone na κάτιοι (-kátioi) w miejsce attyckiego κόσιοι (-kósioi): dor. τριακάτιοι (triakátioi), att. τριακόσιοι (triakósioi) – „trzysta”
- Zachowanie pierwotnego (w) oznaczanego digammą, np. dor. Ϝοῖκος (woíkos), att. οἶκος (oíkos) – „dom”. W tekstach literackich w dialekcie doryckim oraz inskrypcjach z okresu hellenistycznego digamma nie jest oznaczana.
- ξ (ks) zamiast σ (s) jako cecha w formach aorystu i czasów przyszłych czasowników I koniugacji zakończonych na -ίζω, -άζω (-izō, -azō), np. dor. ἀγωνίξατο (agōníksato), att. ἀγωνίσατο (agōnísato). Analogicznie występuje κ (k) przed przyrostkami rozpoczynającymi się od -τ (-t).
- Liczebnik τέτορες (tétores) w miejsce attyckiego τέτταρες (téttares) – „cztery”.
- Liczebnik πρᾶτος (prātos) w miejsce attyckiego πρῶτος (prōtos) – „pierwszy”
- Zaimek wskazujący τῆνος (tēnos) w miejsce attyckiego (ἐ)κεῖνος ((e)keinos) – „ten”
- Mianownik liczby mnogiej rodzajnika i zaimka wskazującego τοί (toi), ταί (tai), τοῦτοι (tútoi), ταῦται (táutai) w miejsce attyckich οἱ (hoi), αἱ (hai), οὗτοι (hútoi), αὗται (haútai) – „ci”, „te”
- Końcówka 3 os. liczby mnogiej aorystu atematycznego -n w miejsce attyckiego -san, np. ἔδον (édon) – att. i koine: ἔδοσαν (édosan)
- Końcówka czasownika pierwszej osoby liczby mnogiej -μες w miejsce attyckiego -μεν.
- Futurum z cechą -σε- (-se-) w miejsce att. -σ- (-s-), np. dor. πραξῆται (prāksētai), att. πράξεται (prāksetai).
- Przysłówki czasu zakończone na -κα (-ka) w miejsce att. -τε (-te): ὄκα (hoka), τόκα (toka).
- Przysłówki miejsca zakończone na -ει (-ei) w miejsce attyckiego -ου (-u), np. dor. τεῖδε (teide), πεῖ (pei).